# Pope John Paul I: The Smile of God
Papa João Paulo I: O sorriso de Deus (em italiano:  Papa Luciani - Il sorriso di Dio) é um filme de televisão italiano de 2006 escrito e dirigido por Giorgio Capitani. O filme é baseado em eventos da vida real do papa católico romano João Paulo I.

## Enredo
Ao contrário das visões socialistas de seu pai, Albino Luciani (nome de nascimento do Papa) entrou no seminário inferior em Feltre. Depois de ser ordenado sacerdote em 1935, tornou-se vigário em sua paróquia de origem. Então, enquanto ensinava teologia no seminário, ele escreveu uma tese de doutorado. Em 1958 tornou-se bispo de Vittorio Veneto, em 1973 cardeal e papa em 1978.

## Elenco
- Neri Marcore como Albino Luciani
- José María Blanco como Card. Jean-Marie Villot
- Paolo Romano como Don Diego Lorenzi
- Franco Interlenghi como Agostino Casaroli
- Imma Colomer Marcet como Irmã Lúcia dos Santos
- Gabriele Ferzetti como Cardeal Giuseppe Siri
- Roberto Citran como Luigi Tiezzi
- Jacques Sernas como Paul Marcinkus
- Sergio Fiorentini como Padre Gruber
- Alberto Di Stasio como Gioacchino Muccin
- Giorgia Bongianni como Bortola Luciani
- Giuseppe Antignati como Cardeal Karol Wojtyła
- Emilio De Marchi como Girolamo Bortignon